# Yousef Ahmed
Bản mẫu:Arabic name
Yousef Ahmed Mousa Ahmed Ali Al Baloushi (tiếng Ả Rập: يوسف احمد موسى أحمد علي البلوشي; sinh ngày 27 tháng 4 năm 1994) thường được biết với tên Yousef Ahmed, là một cầu thủ bóng đá người Các Tiểu vương quốc Ả Rập Thống nhất, thi đấu ở vị trí tiền đạo cho câu lạc bộ tại Arabian Gulf League Al-Wasl, và Đội tuyển bóng đá U-20 quốc gia Các Tiểu vương quốc Ả Rập Thống nhất.

## Thống kê sự nghiệp

### Câu lạc bộ
| Câu lạc bộ     | Giải vô địch   | Mùa giải | Giải vô địch | Giải vô địch | Giải vô địch |
| Câu lạc bộ     | Giải vô địch   | Mùa giải | Số trận      | Bàn thắng    | Assists      |
| -------------- | -------------- | -------- | ------------ | ------------ | ------------ |
| Al Ain Reserve | Reserve League | 2012–13  | 14           | 15           | 1            |
| Tổng           | Tổng           | Tổng     | 14           | 15           | 1            |

#### Đội tuyển quốc gia
Tính đến 24 tháng 5 năm 2013
| Câu lạc bộ          | Mùa giải            | Giải vô địch | Giải vô địch | Giải vô địch | Cúp     | Cúp       | Cúp      | UPC     | UPC       | UPC      | ACL     | ACL       | ACL      | Tổng    | Tổng      | Tổng     |
| Câu lạc bộ          | Mùa giải            | Số trận      | Bàn thắng    | Kiến tạo     | Số trận | Bàn thắng | Kiến tạo | Số trận | Bàn thắng | Kiến tạo | Số trận | Bàn thắng | Kiến tạo | Số trận | Bàn thắng | Kiến tạo |
| ------------------- | ------------------- | ------------ | ------------ | ------------ | ------- | --------- | -------- | ------- | --------- | -------- | ------- | --------- | -------- | ------- | --------- | -------- |
| Al Ain              | 2012–13             | 6            | 2            | 0            | 3       | 3         | 1        | 1       | 0         | 0        | 3       | 1         | 0        | 13      | 6         | 1        |
| Tổng cộng sự nghiệp | Tổng cộng sự nghiệp | 6            | 2            | 0            | 3       | 3         | 1        | 1       | 0         | 0        | 3       | 1         | 0        | 13      | 6         | 1        |

## Danh hiệu

### Câu lạc bộ
Al Ain
- Arabian Gulf League: 1

2012–13

### Cá nhân
- Al Ain International Football Juniors Championship Top Goalscorer: 1

2011
- Young Player of the Year: 1

2012–13